# Silberbergwerk Kongsberg

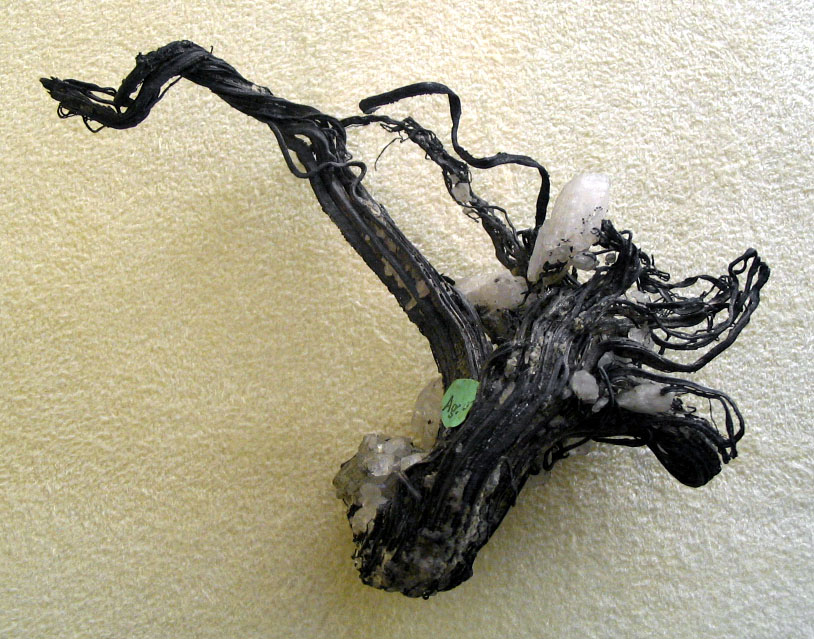
Ein Gediegen-Silbermineral aus Kongsberg, das im Bergwerksmuseum Kongsberg ausgestellt ist. Das Mineral wiegt 50 kg und besteht aus 100 % reinem Silber. Funde in dieser Form sind heute relativ selten, wurden aber früher häufig in der Kongsberger Silbermine gefunden.

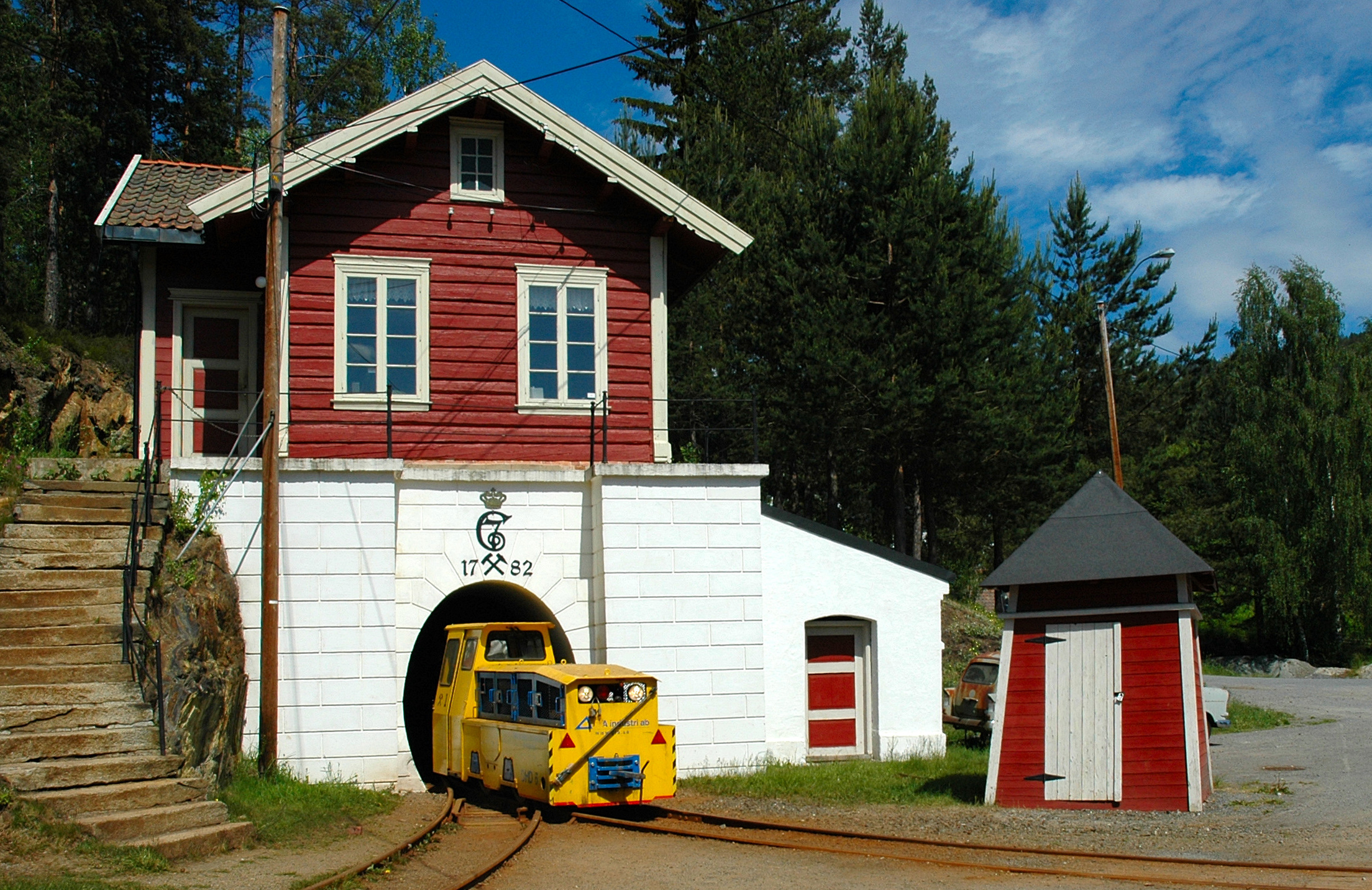
Die Grubenbahn am Eingang zum Stollen Christian 7 in Saggrenda, Kongsberg

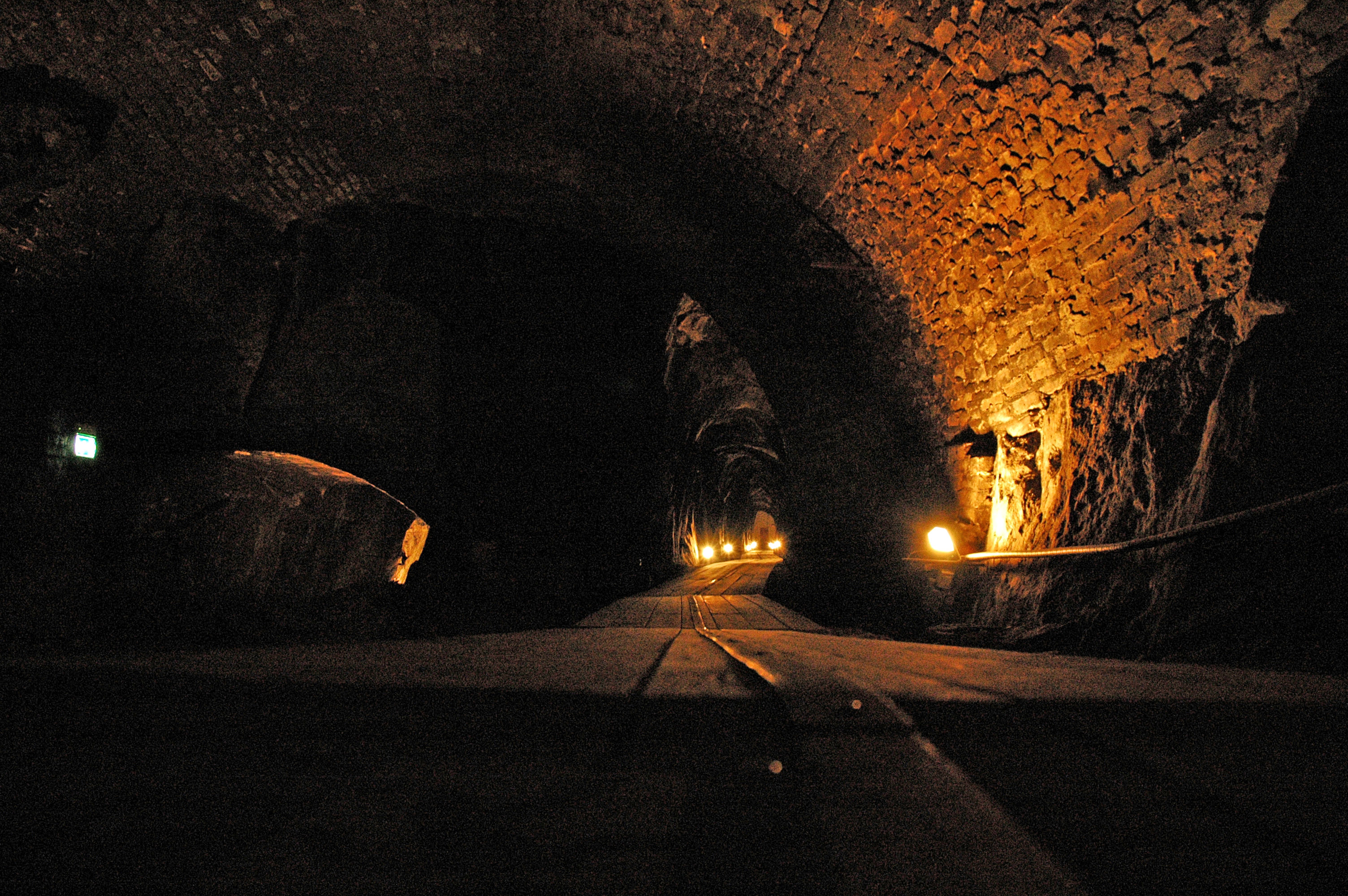
Innerhalb des Bergwerkes am Stollen Christian 7. (rechts) und die Schienen der Grubenbahn (unten links)

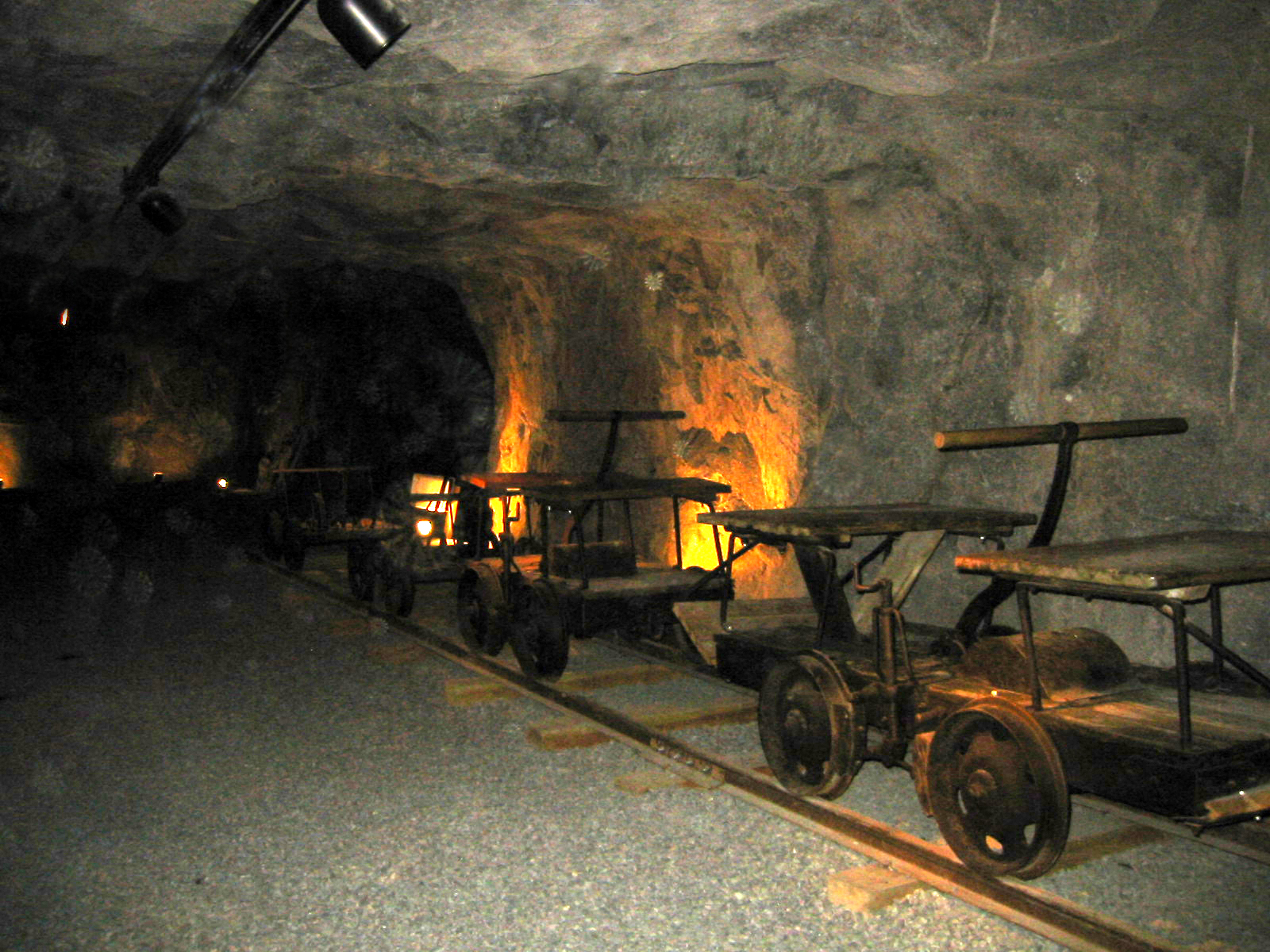
Loren der Grubenbahn in der Kongsberger Kongens gruve

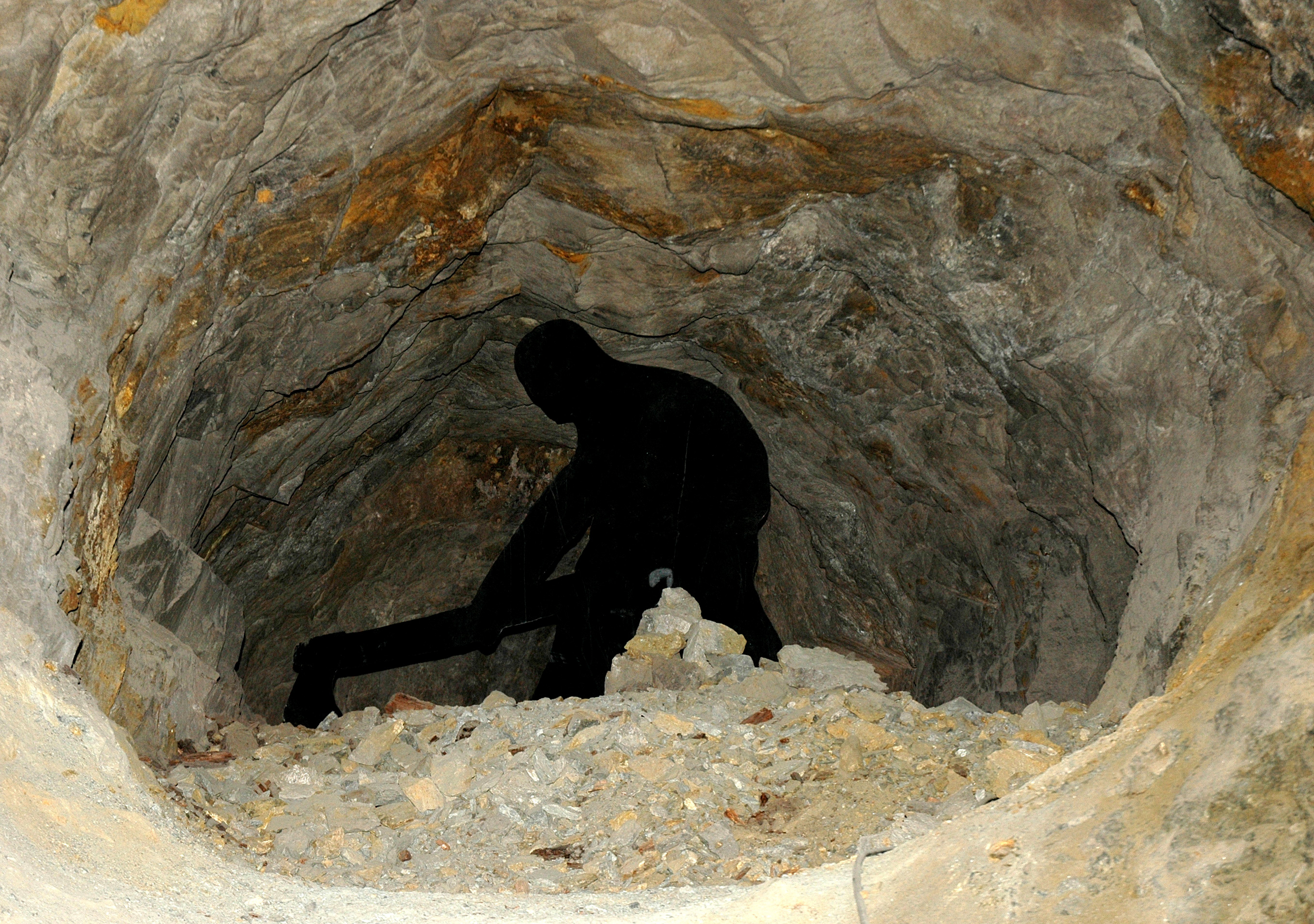
Die ehemals erzreichste Kongens gruve (Königsgrube) des Silberbergwerkes

Das Silberbergwerk Kongsberg (norwegisch Kongsberg Sølvverk) ist ein ehemaliges Bergwerk und eine Silbergrube in Kongsberg, Norwegen, die 1623 erschlossen und gegründet wurde. Zugleich ist es Norwegens ältestes Bergwerk und gehört zu den bekanntesten Bergwerken des Landes. Das Bergwerk wird auch als das größte norwegische Unternehmen der vorindustriellen Zeit angesehen - deren Stollen bzw. Grubengänge hatten eine Länge von über 1000 km und besaßen 300 Schächte - und hatte zwischen 1500 und 2000 Schürfen. Das Kongsberger Silberbergwerk war, von Anfang an bis zu seiner Schließung 1958, durchgehend in Betrieb. Das Silberbergwerk ist heute als Kulturdenkmal geschützt und unter der Nummer 87890 beim Riksantikvaren registriert worden.
Die Erz-Förderung in den Grubenkomplexen des Silbererzvorkommens Kongsberg, unter und über Tage, erzielte im Durchschnitt insgesamt Resultate von 2–12 Tonnen Silber pro Jahr. Die gesamte Erzförderung im Silberbergwerk Kongsberg betrug offiziell etwa 1 350 Tonnen Silber, aber es wird heute angenommen, dass die tatsächliche Ausbeute wahrscheinlich größer war. Die Lagerstätten der Silbererzvorkommen lagen im Wesentlichen im Felsgestein des Berges als Mineralgestein.

## Geschichte

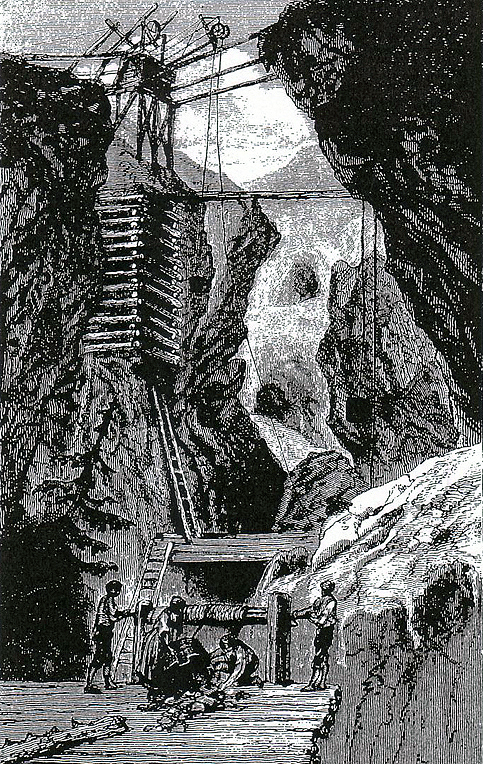
Kongsberger Silbermine im 17. Jahrhundert, auf einem Kupferstich

Die erste Silbermine wurde 1623 am Numedalslågen entdeckt, was zu einer regen Ansiedlung in der Nähe des Bergwerkes führte und 1624 zur Gründung von Kongsberg durch den König Christian IV. von Dänemark-Norwegen.
Der Bergbau in Kongsberg war in der Anfangszeit stark dominiert mit deutschen Bergleuten, die Christian IV. anwerben ließ, um die Vorkommen zu erschließen. Die Bergleute waren zuvor in anderen Silberminen bzw. im Bergbau tätig und kamen zumeist aus Sachsen, wie unter anderem aus Freiberg, dem Erzgebirge oder aus dem Harz. Einige deutsche Bergleute, die nach Kongsberg kamen, waren zuvor auch auf anderen norwegischen Bergwerken beschäftigt. Der aus Sachsen stammende Bergmann Adolf Friedrich von Grabow aus Sachsen wurde in Kongsberg zum ersten Berghauptmann ernannt.
Die Silberminen in Kongsberg bekamen aus diesen Gründen, daher meist deutsche Namen. Die deutschen Bergleute in Kongsberg trugen ihre eigene Bergmannstracht, arbeiteten nach der deutschen Bergwerksordnung und altehrwürdiger deutscher Bergbautraditionen und waren in einer deutschen Knappschaft organisiert. Das Wirken der deutschen Bergmänner in den örtlichen Bergwerken, führte in dieser Zeit dazu, dass in Kongsberg eine deutschsprachige Insel in Norwegen entstand. So wurden in den Anfangsjahren auch Gottesdienste auf Deutsch abgehalten und erst viele Jahrhunderte in Dänisch und Norwegisch.
Zu Beginn des Bergbaus im Kongsberg förderte man Gestein durch Feuersetzen, damit das Mineral anschließend mittels Schlägel und Eisen gewonnen werden konnte. Ab 1659 experimentierte man bei der Erzförderung mit Schießpulver und ab 1681 setzte man es regelmäßig in Kongsberg ein. Zugleich investierte man erheblich in das Bergwerk, baute die Gruben erheblich aus und setzte verstärkt neue Techniken ein. So legte man unter anderem künstliche Dämme an, um genügend Wasser für den Antrieb von Wasserrädern der Förderanlagen zu bekommen.
Um an die Lagerstätten zur Erz-Förderungen heranzukommen, mussten die Gruben, Schächte und Stollen immer tiefer in den Fels getrieben werden. Gleichzeitig mussten weitere neue Pumpen, Schöpfwerke und Drainagen sowie Lüftungsschächte für die Feuerstätten und Gase geschaffen werden.
Die Entwicklung der Bergbaus war ein wichtiger Schwerpunktes des dänisch-norwegisches Staates, ebenso der dazu erforderliche Ausbau der Infrastruktur und des Straßennetzes. Für die Bergbauunternehmen und das Bergwerk in Kongsberg wurde Norwegens erste durchgängig befahrbare Straße nach Hokksund gebaut.
Das Silberbergbau in den Gruben von Kongsberg erreichte bis in die 1770er Jahre seine höchste Phase, als mehr als 4200 Menschen direkt bei der Erzförderung beschäftigt waren. Insbesondere die 1750er, 1760er und 1770er Jahre zählen zu der Blütezeit mit der höchsten Ausbeute. Das Silberbergwerk führte zugleich zu einem stetigen Wachstum und Aufschwung in der Kongsberger Region. So gründete man 1757 in Kongsberg ein Bergseminar und die erste technische Hochschule von Norwegen. Weiterhin verlegte man die königliche Münze von Akershus nach Kongsberg und 1802 bekam die Stadt das Marktrecht.
Ab 1805 verzeichnete das Bergwerk erstmals nach mehreren Jahren rückläufige Erträge, trotz bedeutender Investitionen, ebenso versiegten einige Silber-Lagerstätten. 1810 verwüstete ein großer Stadtbrand Kongsberg, sodass der Bergbau zunächst eingestellt werden musste.
1816 wurde nach neuen Silberfunden in Kongsberg das Bergwerk wieder eröffnet, aber in einem viel kleineren Umfang als zuvor. Man verabschiedete sich von der Idee eines breiten Einzugsbereiches mit vielen Minen und entschied, sich dafür auf einige wenige, aber dafür sichere, effektive und ertragreichere Silberminen zu konzentrieren. Mit dem genauen Wissen über den Standort der Lagerstätten und dem technischen Fortschritt gestaltete sich Silberabbau wieder ertragreicher. Weiterhin gab es bedeutende neue Erz-Funde vor allem in den 1830er und 1860er Jahren. So konnten unter anderem durch Erträge aus den Silberbergwerken in den 1830er Jahren ca. 10 Prozent des norwegischen Staatshaushaltes erwirtschaftet werden. Die besonders erzreiche Kongens gruve (Königsgrube) wurde in dieser Zeit bis zu einer Tiefe von über 1000 Metern getrieben.
Geringere Erträge und fallende Silberpreise nach dem Zweiten Weltkrieg verursachten allmählich jährliche Defizite in Kongsberg. Dieses gab dann zuletzt den Ausschlag für eine endgültige Entscheidung des Parlaments zur Schließung des Bergwerks zum 17. März 1957. Das Unternehmen verdiente in den letzten Jahren mehr Geld mit seinen großen Wäldern als mit dem eigentlichen Hauptgeschäft im Bergbau. Das staatliche Silberbergwerksunternehmen baute jedoch bis zum Schluss noch Silber ab.
Der Bergbau in dem Silberbergwerk wurde anschließend zurückgefahren und eingestellt und in Folge wurden einige Eingänge teilweise zugemauert. Ein kleiner Teil des Bergwerkes wurde als Museum umgebaut sowie als touristische Attraktion in das jetzige Norsk bergverksmuseum bei Kongsberg umgewandelt. Die ehemalige Silbergrube ist für die Öffentlichkeit von den Ort Saggrenda aus zu erreichen, der 8 km vom Zentrum von Kongsberg entfernt ist. Die Strecke der Grubenbahn, die von Besuchern des Bergbaumuseums befahren werden kann, führt 2,3 Kilometer in den Berg.

## Lagerstätte
Die Silbererz-Lagerstätte Kongsberg war die größte und ertragreichste Silber-Lagerstätte Norwegens. Es handelt sich um eine magmatogen-hydrothermale Ganglagerstätte mit metallhaltigen Imprägnationen des Nebengesteins. Wichtigstes Erz war metallisches („gediegen“) Silber.